# The Miracle (песня)
«The Miracle» — песня британской рок-группы Queen c одноимённого альбома. Выпущена в ноябре 1989 года, через 6 месяцев после выхода альбома. На стороне «Б» сингла — запись концертного исполнения «Stone Cold Crazy». Автором музыки и слов являются Фредди Меркьюри и Джон Дикон.
Как и в большинстве других песен Queen, в песне присутствуют аллюзии на окружающую музыкантов действительность времён написания песни: упоминаются несколько «чудес на Земле», таких, как памятники архитектуры: Тадж-Махал и Вавилонская башня. В то же время «Вавилонская башня» — песня 1975 года сэра Элтона Джона, давнего друга Меркьюри. Другая упоминаемая «пара чудес», капитан Кук, Каин и Авель явно перекликаются с одноимёнными телесериалами 1985 и 1987 годов соответственно, Джими Хендрикс — неоднократно упоминаемый в интервью, любимый музыкант Мэя и Меркьюри. Все эти «чудеса» на Земле приписываются творению «матери-природы», таким приемом была отметена возможная религиозная подоплёка песни.
Также эта песня была видением мира Фредди Меркьюри.

## Видеоклип
В клипе несколько мальчиков играют роли музыкантов группы. Росс МакКолл, исполняющий роль Фредди Меркьюри, появляется в различных его образах: образ в жёлтой кожаной куртке с выступлений Magic Tour, образ с концерта Live Aid, образ в кожаном костюме, кепке и чёрных непрозрачных очках (1980-й год), в клетчатом трико (1970-е годы). Сам Меркьюри и вся группа появляются в конце клипа.
Мэя изображал Пол Хауард (англ. Paul Howard), Дикона — Джеймс Карри (англ. James Currie), Тейлора — Адам Глэддиш (англ. Adam Gladdish), а Меркьюри — Росс Макколл.

## Участники записи
- Фредди Меркьюри — вокал и бэк-вокал, фортепиано, синтезаторы
- Брайан Мэй — электрогитара, бэк-вокал
- Джон Дикон — бас-гитара
- Роджер Тейлор — ударные, бэк-вокал